# Museu d'Art i Història de Narbona

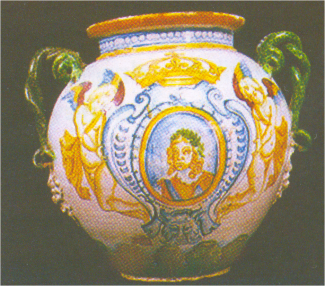
Objecte del Museu d'Art i Història de Narbona

El Museu d'Art i Història de Narbona és un important museu d'aquesta ciutat de França, al departament de l'Aude, que ocupa algunes de les sales del Palau dels Arquebisbes de Narbona. Conté molts elements aportats pels arquebisbes sobretot al segle xvii i al xviii i col·leccions artístiques importants que es van reunir aquí des del 1835.
La Sala dels Guàrdies o de les Audiències amb una xemeneia monumental, la Cambra del rei, on van passar algun cop diversos sobirans, entre altres Lluís XIII de França durant el setge de Perpinyà i la conjuració del 5 de març, i la sala menjador, obra principalment de l'arquebisbe Monsenyor Dillon (1763-1791) són les sales principals. Quant a pintura cal esmentar retrats de les escoles francesa dels segles xvii i XVIII (Van der Meulen, Mignard, Rigaud, Greuze, Nattier i David), de l'escola flamenca (Brueghel i Pickenoy), de l'escola italiana (Tintoretto i Guerchin) i de l'escola espanyola (Ribera). En escultura el bust de Lluís XIV de França, de Coysevox. També hi ha una esplèndida col·lecció de ceràmiques decorades, pots de farmàcia i altres objectes.